# Jimmy Vestvood - Benvenuti in Amerika
Jimmy Vestvood - Benvenuti in Amerika (Jimmy Vestvood: Amerikan Hero) è un film del 2016 diretto da Jonathan Kesselman.

## Trama
Jimmy Vestvood è un iraniano che si trasferisce negli Stati Uniti d'America con l'aspirazione di diventare un investigatore privato. Purtroppo diventa fin da subito un sospetto terrorista per una futura terza guerra mondiale.